# Zavadînți, Izeaslav
Zavadînți (în ucraineană Завадинці) este localitatea de reședință a comunei Zavadînți din raionul Izeaslav, regiunea Hmelnîțkîi, Ucraina.

## Demografie
Componența lingvistică a localității Zavadînți
     Ucraineană (99,62%)
     Alte limbi (0,38%)
Conform recensământului din 2001, majoritatea populației localității Zavadînți era vorbitoare de ucraineană (99,62%), existând în minoritate și vorbitori de alte limbi.